# Mike Pinera
Mike Pinera (Tampa, 29 settembre 1948 – Tampa, 20 novembre 2024) è stato un chitarrista statunitense.

## Biografia
Guadagnò notorietà particolarmente grazie alle sue collaborazioni con gli Iron Butterfly e Alice Cooper.
Nel 1970 entrò a far parte degli Iron Butterfly, giusto per il tempo di registrare Metamorphosis. Poco dopo avvenne il primo scioglimento della band. Pinera collaborò poi con Alice Cooper.

## Discografia

### Con gli Iron Butterfly

#### Album in studio
- 1970 - Metamorphosis

#### Raccolte
- 1971 - Evolution: The Best of Iron Butterfly
- 1993 - Light & Heavy: The Best of Iron Butterfly

### Con Alice Cooper

#### Album in studio
- 1981 - Special Forces
- 1982 - Zipper Catches Skin